# Санта-Лучия-ди-Меркурио
Санта-Лучия-ди-Меркурио (фр. Santa-Lucia-di-Mercurio, корс. Santa-Lucia-di-Mercurio) — коммуна во Франции, находится в регионе Корсика. Департамент коммуны — Верхняя Корсика. Входит в состав кантона Голо-Морозалья. Округ коммуны — Корте.
Код INSEE коммуны — 2B306.

## Население
Население коммуны на 2008 год составляло 89 человек.
| 1962 | 1968 | 1975 | 1982 | 1990 | 1999 | 2008 |
| ---- | ---- | ---- | ---- | ---- | ---- | ---- |
| 162  | 170  | 104  | 100  | 66   | 69   | 89   |

## Экономика
В 2007 году среди 55 человек в трудоспособном возрасте (15—64 лет) 31 были экономически активными, 24 — неактивными (показатель активности — 56,4 %, в 1999 году было 56,8 %). Из 31 активных работали 27 человек (16 мужчин и 11 женщин), безработных было 4 (3 мужчины и 1 женщина). Среди 24 неактивных 9 человек были учениками или студентами, 8 — пенсионерами, 7 были неактивными по другим причинам.